# Tigre blanc de l'Ouest
Pour les articles homonymes, voir Tigre blanc (homonymie).

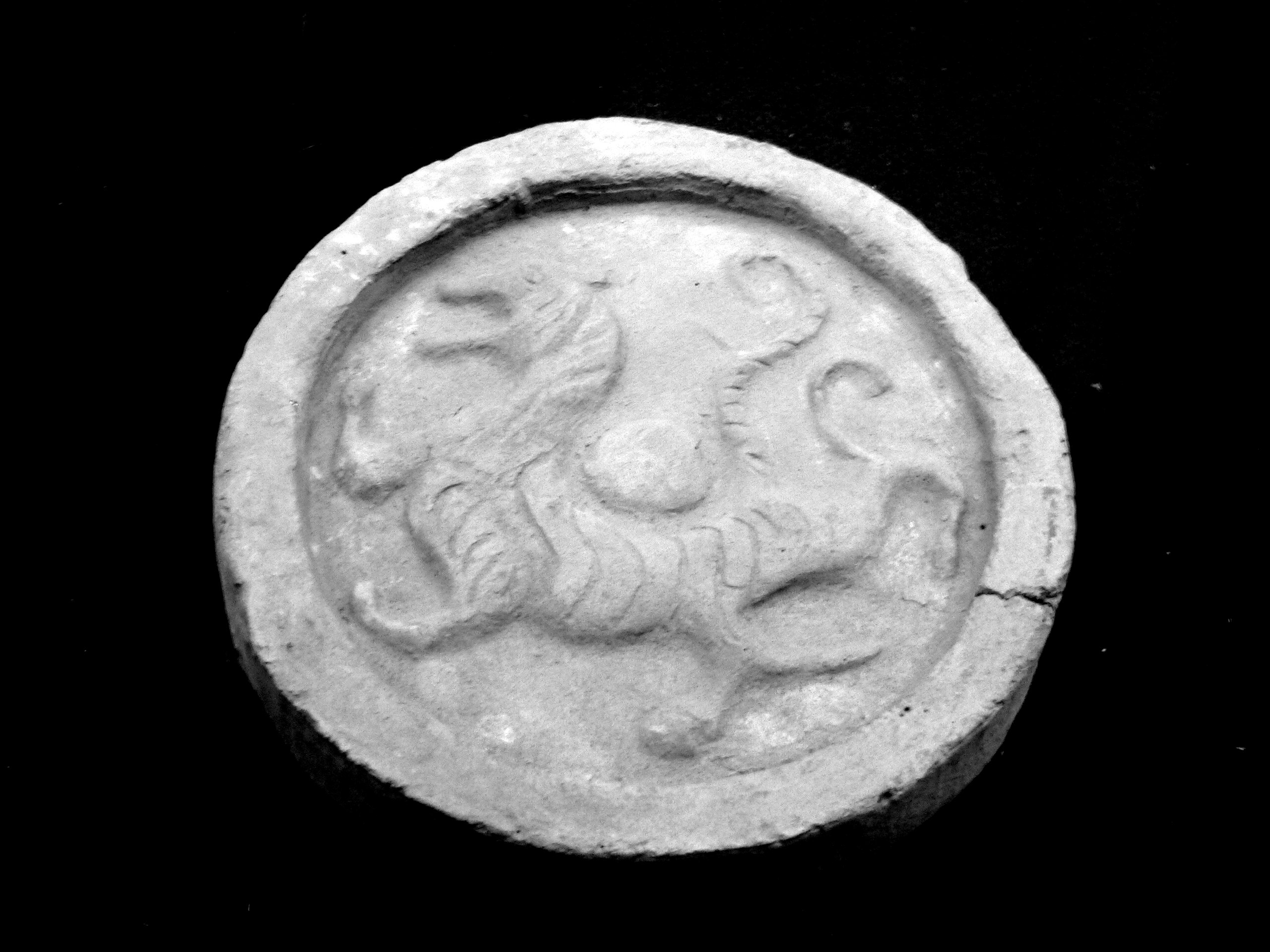
Tigre blanc (tuile d'avant-toit).

Le tigre blanc de l'Ouest (chinois : 西方白虎 ; pinyin : xīfāng báihǔ ; Wade : hsi¹fang¹ pai²hu³ ; EFEO : hifang paihou ; cantonais Jyutping : sai¹fong¹ baak⁶fu² ; cantonais Yale : sai¹ baak⁶fu²) est l'un des quatre animaux totem des orients et du zodiaque chinois. Il est associé à l'Ouest, à l'automne et au métal. Le nom de ce tigre est généralement traduit en japonais par Byakko (白虎, « tigre blanc »).

## Loges lunaires
- Kui (奎) : les pattes, enjambé, Andromède, Tokaki au Japon
- Lou (婁) : la longe, le lasso, le Taureau, Tatara au Japon
- Wei (胃) : le ventre, l'estomac, le Taureau, Kokie au Japon
- Mao (昴) : la tête chevelue, l'augmentation, les Pléiades, Subaru au Japon
- Bi (畢) : le filet, le Taureau, Amefuri au Japon
- Zuixi (觜) : le bec de tortue, l'investigateur, Orion, Karasuki au Japon
- Shen (參) : bonheur, fortune, et longue vie, nez de la tortue, Orion, Toroki au Japon